# Aulonocara trematocephala
Aulonocara trematocephala é uma espécie de peixe da família Cichlidae.
É endémica do Malawi.